# Lux Æterna (пісня Metallica)
«Lux Æterna» — пісня американського треш-метал-гурту Metallica, випущена 28 листопада 2022 року як головний сингл з майбутнього одинадцятого студійного альбому групи «72 Seasons» (2023). Вперше прозвучала наживо 16 грудня 2022 року в Microsoft Theatre, Лос-Анджелес .

## Музичне відео
Відеокліп на пісню був знятий Тімом Сакченті. В ньому зображено живий виступ гурту, під час, якого на екрані блимають лазери синхронно з грою групи. Кірк Геммет описав музичне відео так, ніби група грає всередині вулкана.

## Критика
Пишучи для Musictalkers, Ніколас Годе описав вокал Гетфілда під час приспіву як «дивовижний», а також похвалив аутро та гітарне соло. Годе також інтерпретував пісню як огляд назад на свою кар'єру, назвавши її найкращою справою, яку вони зробили за два десятиліття. Джон Гадусек з Consequence також похвалив пісню, заявивши, що пісня починається з того місця, де закінчилася «Hardwired... to Self-Destruct». Він стверджує, що пісня має вплив поппанку, а також типового треш-металу.

## Учасники запису
- Джеймс Гетфілд – вокал, ритм-гітара
- Ларс Ульріх – ударні
- Кірк Гемметт – соло-гітара
- Роберт Трухільйо — бас-гітара

## Чарти
| Чарти (2022)                                | Пікова позиція |
| ------------------------------------------- | -------------- |
| Australia Digital Tracks (ARIA)             | 18             |
| Canada (Canadian Hot 100)                   | 76             |
| Canada Rock (Billboard)                     | 3              |
| Czech Republic Rock (IFPI)                  | 2              |
| 56                                          | 56             |
| 35                                          | 35             |
| New Zealand Hot Singles (RMNZ)              | 7              |
| UK Singles Downloads (OCC)                  | 22             |
| UK Singles Sales (OCC)                      | 28             |
| UK Rock & Metal (OCC)                       | 10             |
| US Bubbling Under Hot 100 (Billboard)       | 13             |
| US Digital Song Sales (Billboard)           | 8              |
| US Hot Rock & Alternative Songs (Billboard) | 15             |
| US Rock Airplay (Billboard)                 | 2              |

## Цікаві факти
Український гурт Surface Tension, відомий своїми піснями на підтримку ЗСУ, разом з Марі Бу випустили кавер на цю пісню гурту Metallica .